# Mariano Abril
Mariano Abril de seu nome completo Mariano Abril y Ostalo (San Juan, 25 de Maio de 1861 — San Juan, 5 de Dezembro de 1935) foi um escritor e político de Porto Rico, autor de Amorosas (poesia), Autoridades de punta (comédia), El socialismo moderno (ensaio) e Un héroe de la independência de Espana y América: António Valera de Bernabé (história).
Como jornalista foi redactor do jornal El Clamor del País, popular diário político diário editado na cidade de San Juan. Além do trabalho feito nesta publicação foi também colaborador no La Democracia. Chegando em 1895 a dirigir este periódico.
Devido às suas censuras ao governo instituído foi condenado por um Concelho de Guerra e preso.
Com o fim da Guerra Hispano-Americana, Mariano voltou ao seu país, Porto Rico onde envereda na política participando em várias lutas ideológicas ao lado de Luis Muñoz Rivera. Trabalhou na Câmara legislativa como representante do distrito de Guayama; de inicio, em 1904 como membro da Cámara e depois em 1920 como senador.
As suas andanças  levaran-no a ser presidente da Academia Puertorriqueña de Historia. Do ano de 1931 até à data do seu falecimento foi detentor do cargo de Historiador Oficial de Puerto Rico.